# Požár hotelu Grand Kartal 2025
Dne 21. ledna 2025 vypukl požár v hotelu Grand Kartal v lyžařském středisku Kartalkaya v turecké provincii Bolu. Zahynulo nejméně 79 lidí a dalších 51 bylo zraněno.

## Požár
Požár vypukl okolo 3:27 ráno místního času v hotelu, který má celkem 161 pokojů. V době požáru bylo v hotelu ubytováno 238 hostů. Kvůli mrazivému počasí dorazily hasičské jednotky na místo až ve 4:15 ráno. Podle místních úřadů požár vznikl ve 4. patře v prostorách restaurace.

## Oběti
„Zemřelo 79 osob, včetně dvou, které vyskočily z okna. 51 lidí bylo zraněno. Většina obětí se udusila. Mezi nimi bylo 36 dětí, přičemž jedna rodina přišla o 10 členů. Mezi oběťmi byl i novinář Sözcü a bývalý prezident klubu Orduspor Nedim Türkmen a jeho manželka a dvě děti; desetiletá plavkyně Fenerbahçe S.K. Vedia Nil Apak a její matka; a děkan fakulty podnikání na Özyeğin University Atakan Yalçın. Potvrzeno bylo také úmrtí nejméně dvou hotelových zaměstnanců, včetně šéfkuchaře. Sedmdesát sedm obětí byli turečtí občané a jedna byla gruzínská občanka, která pracovala jako chůva a zemřela spolu se dvěma svými svěřenci a jejich matkou, kteří byli hosty v hotelu. Kvůli nedostatku kapacity pitevních míst v místních nemocnicích byla těla zesnulých dočasně uložena do chladicího vozu.

## Vyšetřování
Vyšetřování požáru vede tým šesti prokurátorů a pěti expertů. Ministr turismu potvrdil, že hotel splňoval požární bezpečnostní normy při inspekcích v letech 2021 a 2024. Devět osob, včetně majitele hotelu, bylo zadrženo k výslechu.